# Edward Moor
Edward Moor (1771-1848) est un soldat britannique et indologue, connu pour son livre The Hindu Pantheon, un premier traité en anglais sur l'hindouisme en tant que religion.

## Biographie
Il est soldat de la Compagnie des Indes orientales, en 1782 en tant que cadet. Il devient capitaine en 1796, est blessé en 1791 à Dooridroog, un fort de colline près de Bangalore et Gadjnoor (pas Doridroog et Gadjmoor, comme indiqué dans le Dictionnaire de Biographie Nationale ).
Il est nommé membre de la Royal Society en 1806 .
Il épouse Elizabeth Lynn le 10 juillet 1794. Elle meurt le 13 décembre 1835 et est enterrée dans le cimetière de Great Bealings le 19 décembre 1835. Il se retire à Bealings House, Great Bealings, Suffolk en 1806. Son fils, le chanoine Edward James Moor (1800-1866) est recteur de Great Bealings de 1844 à 1886.
Il meurt dans la maison de son gendre, William Page Wood, à Westminster le 26 février 1848 et est enterré dans le cimetière de Great Bealings le 4 mars 1848 .

## Cloches de Bealings
Alors que le major Moor vit à Great Bealings, il fait l'expérience de ce qu'il croyait être une sonnerie fantomatique des cloches des serviteurs dans la maison. Cela commence le 2 février 1834 et aurait duré cinquante-trois jours. Il décrit ses expériences dans le livre Bealings Bells, publié en 1841.
La sonnerie mystérieuse de la cloche est relatée par des écrivains paranormaux comme preuve de l'activité des Poltergeist. Cependant, l'affaire est examinée de manière critique par Trevor H. Hall qui conclut que Moor n'est pas un témoin fiable et a été dupé par l'un de ses serviteurs lui jouant une blague . D'autres auteurs suggèrent que Moor est responsable de la sonnerie et que l'affaire entière est un canular. L'auteur Daniel Cohen écrit qu'il y a « plus qu'un soupçon » que Moor ait fait une blague à tout le monde et que son livre « a peut-être été conçu comme une douce satire sur les enquêtes sur d'autres phénomènes étranges » .

## Publications
- Le Panthéon Hindou (1810)
- Infanticide hindou (1811)
- Mots et phrases de Suffolk (1823)
- Fragments orientaux (1834)
- Cloches de Bealing (1841)